# Götene församling
Götene församling är en församling i Kålland-Kinne kontrakt i Skara stift. Församlingen ligger i Götene kommun i Västra Götalands län och ingår i Götene pastorat. 

## Administrativ historik
Församlingen har medeltida ursprung.
Församlingen var till 1962 moderförsamling i pastoratet Götene, Holmestad, Vättlösa och Ledsjö. Från 1962 till var den 2002 moderförsamling i pastoratet Götene, Holmestad, Vättlösa och Kinne-Vedum. Församlingen införlivade 2002 Holmestads, Vättlösa och Kinne-Vedums församlingar och utgjorde sedan ett eget pastorat vilket utökades 2014.

## Kyrkor
- Götene kyrka
- Holmestads kyrka
- Kinne-Vedums kyrka
- Vättlösa kyrka